# Daniel Elmer Salmon
Daniel Elmer Salmon (Mount Olive, Nova Jersey, Estats Units, 23 de juliol de 1850- Butte, Montana, 30 d'agost de 1914), veterinari nord-americà que va tenir una important actuació com a pioner al seu país i també a Uruguai.

## Biografia
Va estudiar a la Universitat de Cornell, on es va doctorar l'any 1872, sent el primer doctor en medicina veterinària dels Estats Units.
El Dr. Salmon va organitzar el Bureau of Animal Industry ("Oficina de la indústria animal") al front del qual va estar entre 1884 i 1906. De 1907 a 1912, es va fer càrrec de la Facultat de Veterinària de la Universitat de la República, Uruguai.
No obstant això, Salmon no treballava sol. Tenia un selecte grup del que destacava el seu millor col·laborador, Theobald Smith (1859-1934), un dels grans noms de la ciència mèdica americana. Avui se li recorda per les seves contribucions a l'estudi del xoc anafilàctic.
Si bé Smith i Salmon eren grans científics, la seva relació resultava sovint bastant tibant. Es diu que Salmon es va atribuir l'elaboració de diversos informes i treballs que havien realitzat junts.
D'aquestes recerques va sorgir un grup de bacteris, coneguda originalment com els bacteris TPC (tífica i paratífica, o bacils paratífics). Comprenia el bacil tífic, Salmonella typhi - prèviament anomenada Eberthella typha pel bacteriòleg alemany Karl Joseph Eberth (1835-1926), i també "C", un bacil causant d'una forma de disenteria, denominat així pel bacteriòleg japonès Kiyoshi Shiga (1871-1957).
No obstant això no va ser el Dr. Elmer Salmon ni Theobald Smith els qui van donar nom a aquest grup de bacteris com se'ls coneix avui. La denominació Salmonella es deu a un bacteriòleg francès anomenat Joseph Léon Marcel Ligniéres (1868-1933), qui va suggerir que el grup de tots aquests bacteris s'anomenessin així.